# Phrygionis cultaria
Phrygionis cultaria är en fjärilsart som beskrevs av Jacob Hübner 1825. Phrygionis cultaria ingår i släktet Phrygionis och familjen mätare. Inga underarter finns listade i Catalogue of Life.